# Bộ Chính trị Đảng Cộng sản Trung Quốc khóa V
Bộ Chính trị Đảng Cộng sản Trung Quốc khóa 5 do Ủy ban Trung ương Đảng Cộng sản Trung Quốc khóa 5 bầu ra vào năm 1927 ở Vũ Hán, Trung Quốc. Kể từ khóa này, Trung ương Cục Đảng Cộng sản Trung Quốc được đổi tên thành Bộ Chính trị Đảng Cộng sản Trung Quốc.

## Ủy viên
Sắp xếp theo thứ tự cấp bậc vị trí chính trị
1. Trần Độc Tú (陈独秀, Chen Duxiu)
2. Thái Hòa Sâm (蔡和森)
3. Lý Duy Hán (李维汉)
4. Cù Thu Bạch (瞿秋白, Qu Qiubai)
5. Trương Quốc Đảo (张国焘, Zhang Guotao)
6. Đàm Bình Sơn (谭平山)
7. Lý Lập Tam (李立三, Li Lisan)
8. Chu Ân Lai (周恩来, Zhou Enlai)

## Ủy viên dự khuyết
1. Tô Triệu Chinh (苏兆征)
2. Trương Thái Lôi (张太雷)

## Ủy viên Ban thường vụ
Sắp xếp theo thứ tự cấp bậc vị trí chính trị
1. Trần Độc Tú
2. Trương Quốc Đào
3. Thái Hòa Sâm